# 関口武

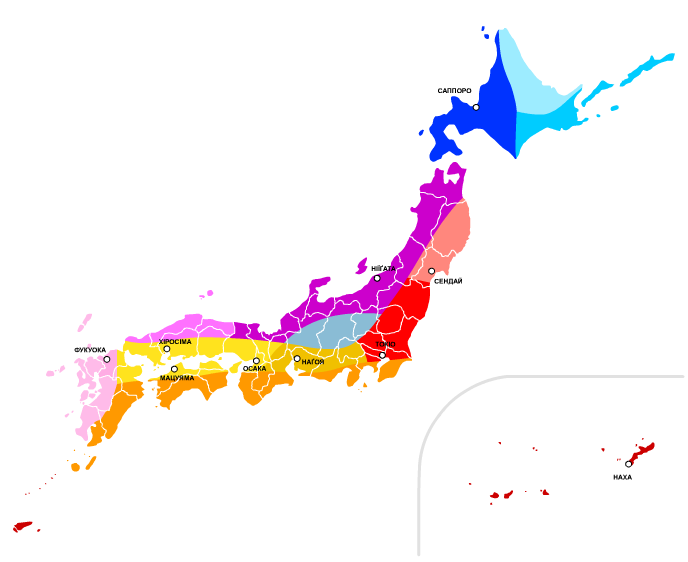
関口武の気候区分

関口 武（せきぐち たけし、大正6年（1917年）8月13日 - 平成9年（1997年）2月20日）は、日本の地理学者。理学博士（東京大学）。

## 生涯
長野県大町市出身。旧制東京府立第九中学を経て、昭和16年（1941年）に東京文理科大学を卒業する。1942年東亜研究所、1943年中央気象台職員となり、1953年東京教育大学助教授、1952年から翌年までアメリカのジョンズ・ホプキンズ大学の客員教授。昭和48年（1973年）にポーランドからコペルニクス勲章を受賞する。のち法政大学教授となる。
日本各地の気候要素について地点間の相関係数を求め、総合的な気候区分を導き出し、地理学の中の気候学を専門に広範囲な研究を進めた。平成9年（1997年）に心筋梗塞のため死去。享年79。

## 著書
- 『風の事典』（原書房）
- 『日本気象風土記』（旺文社）
- 『風の塔』（時事通信社）
- 『風土のよこがお』（古今書院）
- 『気象と文化』（東洋経済新報社）